# ФК Фин Харпс
Фин Харпс (на английски: Finn Harps Football Club; на ирландски: Cumann Peile Chláirsigh na Finne) е ирландски футболен отбор от град Балибоуфи, Донигал. Отборът се състезава на най-високото равнище на ирландския клубен футбол – Премиер Дивизията на Ирландската лига..

## Успехи
- Ирландска висша лига:
  -  Второ място (3): 1972/73, 1975/76, 1977/78
  -  Трето място (1): 1974 – 1975
- Първа дивизия:
  -  Шампион (1): 2004
- Купа на Ирландия:
  -  Носител (1): 1973/74
  -  Финалист (1): 1999
- Купата на Лигата на Ирландия:
  -  Финалист (3): 1973/74, 1974/75, 1984/85
- Купа на Дъблин:
  -  Финалист (1): 1971/72
- Купа Тайлър:
  -  Финалист (1): 1978/79

## История
Клубът е основан през 1954 година. От 1969 играе в Ирландския шампионат. Още от основаването си клубът домакинства на „Фин Парк“ с капацитет 6000 зрители. Най-големият успех на клуба е спечелването на купата на Ирландия през сезон 1973 – 74 и победата в първа дивизия през 2004 година.

## Европейски клубни турнири
Купа на носителите на купи:
| Сезон   | Кръг | Страна | Отбор     | Домакин | Гост  | Общ резултат |
| ------- | ---- | ------ | --------- | ------- | ----- | ------------ |
| 1974/75 | 1    |        | Бурсаспор | 0 – 0   | 2 – 4 | 2 – 4        |

Купа на УЕФА:
| Сезон   | Кръг | Страна | Отбор              | Домакин | Гост   | Общ резултат |
| ------- | ---- | ------ | ------------------ | ------- | ------ | ------------ |
| 1973/74 | 1    |        | Абърдийн           | 1 – 3   | 1 – 4  | 2 – 7        |
| 1976/77 | 1    |        | Дарби Каунти       | 1 – 4   | 0 – 12 | 1 – 16       |
| 1978/79 | 1    |        | Евертън (Ливърпул) | 0 – 5   | 0 – 5  | 0 – 10       |